# New Order
New Order – brytyjski zespół muzyczny założony w Manchesterze w 1980 roku przez członków Joy Division tuż po samobójczej śmierci wokalisty Iana Curtisa. Początkowo wykonywał muzykę zbliżoną do dokonań zespołu Curtisa, później wypracował oryginalne brzmienie będące połączeniem elementów muzyki gitarowej i elektronicznej. Zespół rozpadł się w 2009 roku, po odejściu jednego z jego założycieli Petera Hooka 2 lata wcześniej i reaktywował się w 2011 roku.

## Historia

### Nazwa
Samobójcza śmierć lidera Joy Division Iana Curtisa 18 maja 1980 roku oznaczała rozpad zespołu. Stało się jasne, że kontynuowanie działalności pod szyldem Joy Division byłoby decyzją nietrafioną, ze względu na fundamentalny wpływ I. Curtisa na twórczość grupy. Kiedy w 1980 roku pozostali członkowie zespołu – Bernard Sumner, Peter Hook i Stephen Morris postanowili kontynuować działalność, natknęli się w gazecie na notkę o kambodżańskiej grupie partyzanckiej, która nosiła nazwę Ludowy Nowy Porządek Kampuczy (The People’s New Order of Kampuchea). Członkowie zespołu uznali, że przybranie szyldu New Order (z ang. nowy porządek, nowy ład) będzie miało znaczenie symboliczne. Niestety wiele osób niesłusznie wiązało tę nazwę z rzekomą fascynacją członków zespołu nazizmem, tym bardziej że nazwę zespołu zaczerpnęli od komunistów.

### Początki
Początki działalności były bardzo trudne, gdyż muzycy musieli szukać inspiracji, by kontynuować karierę, wypracowując zupełnie nowy, własny styl i nie być oskarżanymi o kopiowanie dokonań Joy Division. Obowiązki wokalisty wziął na siebie gitarzysta Bernard Sumner, a czwartym członkiem grupy stała się partnerka życiowa perkusisty Stephena Morrisa – Gillian Gilbert, która wspomagała kolegów grając na gitarze oraz instrumentach klawiszowych.
Zespół rozpoczął działalność wydaniem singla Ceremony. Była to kompozycja przygotowana jeszcze przez Joy Division (jej wykonanie znalazło się nawet na koncertowej płycie Still), więc prezentowała elementy charakterystyczne dla twórczości tej grupy, podobnie zresztą jak wydany w 1981 roku debiutancki album New Order – Movement. I rzeczywiście, krytycy muzyczni bardzo chłodno przyjęli ten debiut. Uznali bowiem, że Sumner i koledzy odcinają kupony od dawnej sławy. Jakże zatem wielkie musiało być ich zdziwienie, kiedy usłyszeli nowe singlowe propozycje zespołu wydane w roku 1982, inspirowane w znacznej mierze podziemną sceną klubową Nowego Jorku. Wydane w ten sposób utwory takie, jak Temptation, czy Everything’s Gone Green ukazywały radykalny zwrot w stronę brzmień zarezerwowanych do tej pory przez zespoły pokroju Kraftwerk, ale oprócz nowatorskiego wykonania zawierały one również dużą dawkę przebojowości i posiadały fenomenalny potencjał dyskotekowy, nie zatracając jednocześnie cech charakterystycznych dla muzyki Joy Division – przede wszystkim stylu gry basisty Petera Hooka. W ten sposób zaczęła się trwająca przez długie lata popularność zespołu wśród bywalców klubów.

### Lata 80.

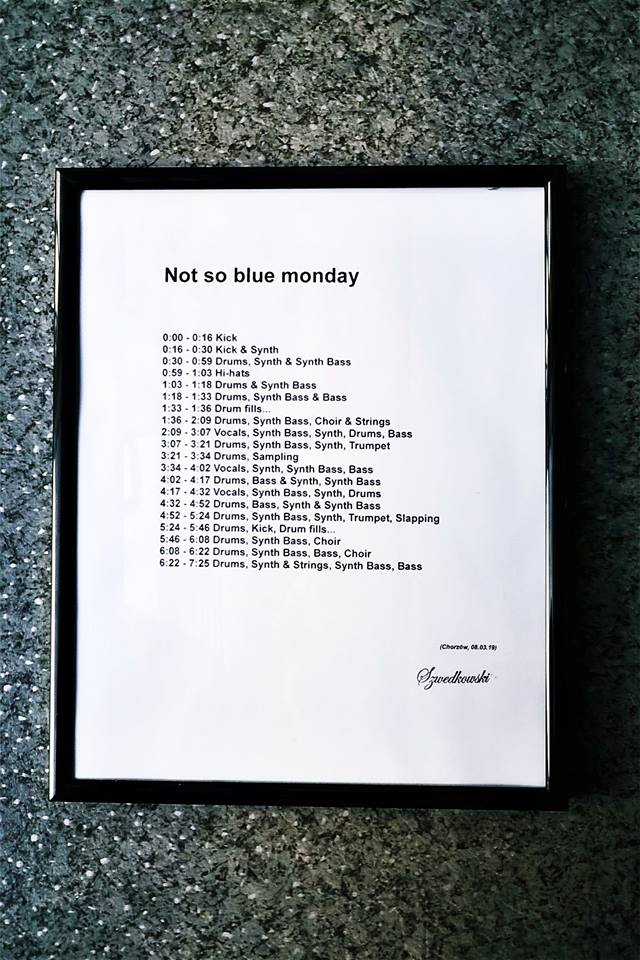
Not so Blue Monday, Obraz z nurtu poezja konkretna inspirowany utworem Blue Monday zespołu New Order, autor Witold Szwedkowski

Rok 1983 stał się dla New Order rokiem potwierdzenia swych artystycznych osiągnięć z lat poprzednich – najpierw pojawił się na rynku najlepiej sprzedający się w historii 12 – calowy singel zawierający dziś już klasyczny dyskotekowy hit Blue Monday (ponad 3 miliony sprzedanych egzemplarzy), a później pierwszy longplay ukazujący nowe oblicze zespołu – Power, Corruption & Lies. Dzięki wielkiej klasie i popularności tego krążka New Order zdobyło to, czego nie udało się Joy Division – olbrzymią popularność w Stanach Zjednoczonych i podpisało kontrakt płytowy z wytwórnią Qwest, która miała prowadzić dystrybucję płyt za Oceanem (w Europie longplaye grupy wydawało Factory Records).
Na kolejne sukcesy przyszło czekać do 1985 roku, kiedy światło dzienne ujrzała płyta Low-Life będąca w znacznej mierze rozwinięciem pomysłów zawartych na Power, Corruption & Lies. Low-Life oraz jej następca – Brotherhood (1986) ukazują dojrzałe oblicze grupy, która zaczyna opuszczać alternatywne imprezy taneczne i wywiera coraz większy wpływ na muzykę popularną. Z pewnością przysłużyło się tej tendencji wydanie w 1987 roku płyty Substance, która zawierała single grupy oraz ich remiksy. Właśnie dzięki tej składance New Order zdobyło olbrzymią popularność na całym świecie, stając się prekursorem nowoczesnych tendencji elektroniczno – tanecznych w muzyce rockowej. Wiele zespołów z kręgu Madchesteru przyznawało się do olbrzymich inspiracji New Order, a Hook stał się jej aktywnym promotorem, produkując między innymi debiutancki album czołowego zespołu sceny manchesterskiej z tamtych lat – Stone Roses. Obfitującą w sukcesy dekadę zespół zakończył wydaniem niezwykle udanej płyty Technique, nagranej na Ibizie, ukazującej ogromne zainteresowanie zespołu nowymi brzmieniami. Za szczyt popularności zespołu można uznać propozycję nagrania hymnu angielskiej reprezentacji piłkarskiej na Mistrzostwa Świata w 1990 roku. Wydany pod nazwą EnglandNewOrder singel World in Motion stał się olbrzymim hitem.

### Lata 90. i później
Po wielkim sukcesie komercyjnym i artystycznym Technique New Order zwolniło tempo, członkowie zespołu zajęli się pobocznymi projektami – Sumner wraz ze znanym z The Smiths Johnnym Marrem utworzył zespół Electronic, Hook występował w Revenge oraz Monaco, a Stephen Morris i Gillian Gilbert w The Other Two. Dlatego też następny album – Republic ukazał się w dopiero 1993 roku. Długo wyczekiwana płyta szybko dotarła do czołówki list sprzedaży, jednak w dobie panowania grunge’u nie była w stanie porwać za sobą nowych fanów. Starzy z kolei uznali, że w obliczu świetnego Technique Republic wypada blado. Nikt jednak nie mógł przypuszczać, że jest to ostatni album wydany przez New Order w latach 90.
Mimo zaprzestania działalności wydawniczej, zespół od czasu do czasu wyruszał w trasy koncertowe, jednakże aż do 2000 roku członkowie zespołu nie spotkali się w studiu nagraniowym. Po latach rozłąki i udzielania się w solowych projektach grupa wydała w 2001 roku po długiej, ośmioletniej przerwie nowy album Get Ready. Świetnie przyjęty zarówno przez krytykę, jak i fanów przedstawiał oblicze zespołu zupełnie inne niż na przełomie lat 80. i 90. Przede wszystkim pierwszy raz od niemal dwudziestu lat album był w dużej mierze gitarowy. W wywiadach Sumner tłumaczył, że po długiej rozłące członkowie zespołu zapragnęli przebywać ze sobą w studiu podczas wspólnych prób i tworzenia nowego materiału, co stało się przyczyną powrotu do źródeł. Promujący Get Ready singel Crystal okazał się dużym przebojem i z miejsca stał się klasycznym hitem zespołu.
Po nagraniu Get Ready zespół wyruszył w trasę koncertową, jednak już nie uczestniczyła w niej Gillian Gilbert, która musiała odejść z zespołu ze względu na poważną chorobę córki. Na jej zastępcę wybrano Phila Cunninghama. Właśnie Cunningham zagrał na trasie koncertowej promującej album, a w 2004 roku został oficjalnie członkiem zespołu. Rok 2004 był ważny także ze względu na nagrywanie kolejnej płyty długogrającej. Waiting for the Sirens’ Call, bo tak została ona zatytułowana, ukazała się w kwietniu 2005. Sesja nagraniowa była jednak bardzo płodna i muzycy mają w zanadrzu materiał, z którego miał powstać kolejny longplay anonsowany pierwotnie na połowę 2006 roku.
Na jesieni 2005 roku grupa wydała jeszcze jedną składankę typu „największe przeboje” – Singles. Dwupłytowe wydawnictwo uzupełniało kolekcję Substance i zawierało wszystkie single wydane od debiutu aż do Waiting for the Siren’s Call. W odróżnieniu jednak od Substance, które zawierało wersje 12-calowe i ich remiksy, na Singles zgromadzono wersje 7-calowe, z których wiele (jak Ceremony, Temptation czy Confusion) nigdy nie było wydanych na CD.

### Odejście Petera Hooka
W 2006, zespół odbywał krótką trasę koncertową po Ameryce Łacińskiej oraz w Wielkiej Brytanii. Po jednym z koncertów w Buenos Aires w listopadzie 2006, Peter Hook zasugerował, że zespół natychmiast powinien zaprzestać koncertów. Plotki o tym, że zespół rozpadł się rozpowszechniły się bardzo szybko, ale w styczniu 2007 Stephen Morris zaprzeczył im, twierdząc: „Po raz pierwszy o tym słyszę”. Morris dodał, że właśnie teraz zespół rozpoczął pracę nad nowym albumem zatytułowanym Control, będącym soundtrackiem do ówcześnie powstającego filmu biograficznego o Ianie Curtisie.
Pomimo to, na początku maja 2007, basista Peter Hook w wywiadzie dla brytyjskiej radiostacji XFM – powiedział znamienne słowa: na pytanie: „Czy przygoda z New Order jest zakończona?” odpowiedział: „Tak, ja oraz Bernard Sumner nie będziemy już razem pracować.” Przeprowadzający wywiad naciskał, twierdząc, że zespół miał już kilka przerw w działalności. Hook jednak dodał, że „Bernard miał już przerwę dla zespołu Electronic, ale wtedy było inaczej”. W wyniku dalszych nacisków Hook jeszcze raz potwierdził rozpad zespołu.
Po tym wywiadzie w dalszym ciągu reszta zespołu zaprzeczała tym nowościom, czego przykładem był komunikat na New Order Online, stronie internetowej mającej ścisły związek z managementem zespołu, na której pojawiła się informacja, że: „według źródeł zbliżonych do zespołu” plotki o rozpadzie są fałszywe. New Order wciąż ma się dobrze pomimo tego co mówi Peter Hook [....] Peter Hook może opuścić zespół, ale to nie oznacza końca New Order.” W tym samym czasie Hook kpił ze „źródeł zbliżonych do zespołu” w swoim blogu, pisząc: „Kto właściwie może być bliżej zespołu niż ja! Uwielbiam te niepodpisane źródła, ale czy nie powinniśmy ich nazywać tchórzami?” Hook w innych wywiadach potwierdzał nadal, że zespół już nie istnieje.
Pomimo to, 20 lipca 2007, Morris oraz Sumner wydali oświadczenie stwierdzające, że New Order może nadal działać bez Petera Hooka oraz że „po 30 latach wspólnego grania jesteśmy bardzo rozczarowani postawą Hooky’ego i tym, że zdecydował się nas opuścić, a także tym, że ogłosił jednostronnie o rozpadzie zespołu New Order. Peter Hook nigdy nie rozmawiał na ten temat z resztą zespołu, ale zakładamy, że on nie chce już być w dalszym ciągu częścią New Order.”
Według New Musical Express 31 lipca 2007 Peter Hook umieścił na swoim blogu informację o tym, że podjął wszelkie możliwe środki prawne aby zapobiec dalszej działalności Morrisa i Sumnera jako New Order, pisząc „Ta grupa [New Order] rozpadła się! Już nie będzie nigdy więcej New Order, dopóki żyję! Być może macie 2/3, ale to nie daje wam prawa do niczego związanego z „New Order”, ponieważ ja wciąż mam 1/3! Pomimo to jestem otwarty na wszelkie negocjacje.”
W roku 2009 dwóch ostatnich członków zespołu Bernard Sumner oraz Phil Cunningham potwierdziło, że nie mają zamiaru już działać pod nazwą New Order i od tej pory ich twórczość będzie firmowana jako zespół Bad Lieutenant.
W 2011 roku zespół powrócił z Gillian Gilbert po 10-letniej przerwie i Tomem Chapmanem, który był koncertowym basistą Bad Lieutenant. Jednocześnie Bad Lieutenant zawiesił działalność.

## Skład zespołu
- Stephen Morris – perkusja, instrumenty klawiszowe (1980–1993, 1998–2007, 2011-)
- Bernard Sumner – śpiew, gitara, instrumenty klawiszowe (1980–1993, 1998–2009, 2011-)
- Gillian Gilbert – gitara, instrumenty klawiszowe (1980–1993, 1998–2001, 2011-)
- Phil Cunningham – gitara, instrumenty klawiszowe, elektroniczne instrumenty perkusyjne (2004–2009, 2011-)
- Tom Chapman – gitara basowa, syntezatory (2011–)

### Byli członkowie
- Peter Hook – gitara basowa, syntezatory, elektroniczne instrumenty perkusyjne, śpiew (1980–1993, 1998–2007)

## Dyskografia

### Albumy
- Movement (1981)
- Power, Corruption & Lies (1983)
- Low-Life (1985)
- Brotherhood (1986)
- Substance (1987, kompilacja singli – wersji 12" z lat 1980–1987)
- Technique (1989)
- Republic (1993)
- Get Ready (2001)
- In Session (2004)
- Waiting For The Sirens’ Call (2005)
- Singles (2005, kompilacja singli – wersji 7" z lat 1981–2005)
- Lost Sirens (2013)
- Music Complete (2015)

### Single
- „Ceremony”
- „Procession”
- „Everything’s Gone Green”
- „Temptation”
- „Blue Monday”
- „Confusion”
- „Thieves Like Us”
- „Murder”
- „The Perfect Kiss”
- „Sub-Culture”
- „Shellshock”
- „State Of The Nation”
- „Bizarre Love Triangle”
- „True Faith”
- „Touched By The Hand Of God”
- „Blue Monday 1988”
- „Fine Time”
- „Round & Round”
- „Run 2”
- „World In Motion”
- „Regret”
- „Ruined In A Day”
- „World (The Price Of Love)”
- „Spooky”
- „True Faith '94”
- „Nineteen63”
- „Blue Monday '95”
- „Crystal”
- „60 Miles An Hour”
- „Here To Stay”
- „Krafty”
- „Jetstream”
- „Waiting For The Sirens’ Call”
- „Restless”
- „Tutti Frutti”
- „Singularity”